# エドアルド・ゴリ
エドアルド・ゴリ（Edoardo Gori、1990年3月5日 - ）は、イタリアのラグビーユニオン選手。

## プロフィール
- イタリア、ボルゴ・サン・ロレンツォ出身[1]。
- ポジションはスクラムハーフ(SH)。
- 身長 178cm、体重 81kg
- U20イタリア代表に選ばれたことがある。
- イタリア代表通算キャップ数は69でラグビーワールドカップ2011・ラグビーワールドカップ2015のイタリア代表に選ばれた[2]。

## 略歴
ベネットン・トレヴィーゾを経て、2019年、USコロミエに加入。